# Tiraspolul Nou
Tiraspolul Nou (ros. Новотираспольский, Nowotiraspolskij; ukr. Новотираспольський, Nowotyraspolśkyj) - miasto w Mołdawii, w Naddniestrzu (rejon Slobozia). Liczy około 11 tysięcy mieszkańców. Ośrodek przemysłowy.